# Otolithoides
Otolithoides is een geslacht van straalvinnige vissen uit de familie van ombervissen (Sciaenidae). Het geslacht werd voor het eerst wetenschappelijk beschreven in 1933 door Henry Weed Fowler.

## Soorten
- Otolithoides biauritus (Cantor, 1849)
- Otolithoides pama (Hamilton, 1822)